# Sitowiec (Niepołomice)
Sitowiec – dawna osada, a dziś część osiedla Piaski w Niepołomicach, położona w jego wschodniej części. Od północy sąsiaduje z Poczynem, od zachodu z Olszyną-Dębnikiem, od południa z Puszczą Niepołomicką, natomiast od wschodu z wsią Wola Batorska w gminie Niepołomice.
Pod względem historycznym częścią Sitowca jest położone w Puszczy Niepołomickiej Osiedle Błoto, zlokalizowane około 1,5 km na południe od głównej części osady.